# Senostoma rubricarinatum
Senostoma rubricarinatum là một loài ruồi trong họ Tachinidae.